# Sterling Seagrave
Sterling Seagrave (* 15. April 1937 in Columbus, Ohio; † 1. Mai 2017 in Frankreich) war ein US-amerikanischer Asienkenner und Autor. Zu seinen Werken gehörten The Soong Dynasty und sein Buch über die chinesische Kaiserinwitwe Cixi.
Sterling Seagrave wuchs an der chinesisch-burmesischen Grenze auf. Er gehörte einer Familie an, die bereits in der fünften Generation im Orient lebte. Sein Vater Gordon Seagrave (1897–1965) war Missionar und Schriftsteller. Als in Asien ansässiger Journalist schrieb er für eine Reihe wichtiger Zeitungen und Magazine.
Zuletzt lebte Sterling Seagrave gemeinsam mit seiner zweiten Frau Peggy in Europa.

## Publikationen (Auswahl)
- Yellow Rain. A Journey Through the Terror of Chemical Warfare. M. Evans, New York 1981, ISBN 0-87131-349-9.
  - deutsch: Gelber Regen. Der Terror chemischer Kriegsführung. Universitas, München 1983, ISBN 3-8004-1035-4.
- The Marcos Dynasty. Harper & Row, New York 1988, ISBN 0-06-015815-8 (thematisiert Ferdinand Marcos und dessen Familie)
- Dragon Lady. The Life and Legend of the Last Empress of China. Vintage Books, New York 1993, ISBN 0-679-73369-8.
  - deutsch: Die Konkubine auf dem Drachenthron. Leben und Legende der letzten Kaiserin von China 1835–1908. List, München 1992, ISBN 3-471-78642-2.
- Lords of the Rim. Putnam Adult, 1995, ISBN 978-0-3991-4011-2.
  - deutsch: Die Herren des Pazifik. Das unsichtbare Wirtschaftsimperium der Auslands-Chinesen. Limes, München 1996, ISBN 978-3-809-03000-3.
- The Yamato Dynasty. The Secret History of Japan's Imperial Family. Broadway, New York 2000, ISBN 0-7679-0496-6.
  - deutsch: Herrscher im Reich der aufgehenden Sonne. Die geheime Geschichte des japanischen Kaiserhauses. Limes, München 1999, ISBN 3-8090-3018-X.
- Gold warriors. America's Secret Recovery of Yamashita's Gold. Bowstring Books, New York 2002, ISBN 0-9724146-0-6.
  - französisch: Opération Lys d'or. Le Scandaleux secret de la Guerre du Pacifique ou Comment les États-Unis ont Utilisé le Trésor de Guerre japonais pour Financer la Guerre froide. Michalon, Paris 2002, ISBN 2-84186-160-0.
- The Soong dynasty. Corgi, London 1986, ISBN 0-552-14108-9.
  - deutsch: Die Soong Dynastie. Eine Familie beherrscht China. Fischer, Frankfurt/M. 1988, ISBN 3-596-24390-4.